# Mercado geográfico
Os mercados geográficos são aqueles que relevantemente incluem uma área onde compradores e vendedores participam de oferta e procura por produtos ou serviços, onde as condições de concorrência semelhantes e suficientes são levadas à troca de bens e serviços, onde a decisão de um sempre influencia a do outro trocando informações. Dessa forma incorporam a utilidade do lugar como, por exemplo, mercado brasileiro e mercado estadunidense.